# Miha
Miha ist ein slowenischer männlicher Vorname, abgeleitet von Michael.

## Namensträger
- Miha Brus (* 1987), slowenischer Eishockeyspieler
- Miha Fontaine (* 2004), kanadischer Freestyle-Skier
- Miha Hrobat (* 1995), slowenischer Skirennläufer
- Miha Pesjak (* 1993), slowenischer Eishockeyspieler
- Miha Štebih (* 1992), slowenischer Eishockeyspieler
- Miha Verlič (* 1991), slowenischer Eishockeyspieler
- Miha Zajc (Fußballspieler) (* 1994), slowenischer Fußballspieler
- Miha Zajc (Eishockeyspieler) (* 1996), slowenischer Eishockeyspieler
- Miha Zarabec (* 1991), slowenischer Handballspieler
- Miha Zupan (* 1982), slowenischer Basketballspieler